# Psychotria erythropus
Psychotria erythropus är en måreväxtart som beskrevs av Karl Moritz Schumann. Psychotria erythropus ingår i släktet Psychotria och familjen måreväxter. Inga underarter finns listade i Catalogue of Life.